# Spišská Nová Ves
Spišská Nová Ves es la capital del distrito de Spišská Nová Ves en la región de Košice, Eslovaquia, con una población estimada a final del año 2024 de 34 255 habitantes.
Se encuentra ubicada al noroeste de la región, en la sierra del Alto Tatra y la cuenca hidrográfica del río Hernád, y cerca de la frontera con la región de Prešov.

## Demografía
| Año        | 1994   | 2004    | 2014    | 2024    |
| ---------- | ------ | ------- | ------- | ------- |
| Población  | 38 888 | 38 727  | 37 707  | 34 255  |
| Diferencia |        | −0,41 % | −2,63 % | −9,15 % |

| Año        | 2023   | 2024    |
| ---------- | ------ | ------- |
| Población  | 34 544 | 34 255  |
| Diferencia |        | −0,83 % |